# ام‌اس ریوردنس
ام‌اس ریوردنس (به انگلیسی: MS Riverdance) یک کشتی بود که طول آن ۱۱۶٫۳۱ متر (۳۸۱ فوت ۷ اینچ) بود. این کشتی در سال ۱۹۷۷ ساخته شد.